# Shigeru Kayano
Shigeru Kayano (japanska: 茂, Kayano Shigeru), född 15 juni 1926 i Nibutani i staden Biratori på Hokkaidō i Japan, död 6 maj 2006 i Sapporo på Hokkeido i Japan, var en ledande person i ainufolkets rörelse för bevarande av ainufolkets kultur och en av de sista som talade ainu som modersmål.
Shigeru Kayano hade ursprungligen Kaizawa som släktnamn men fick släktnamnet Kayano som adopterad av en släkting. Han växte upp i fattigdom med en alkoholiserad far och en strängt buddhistisk mor. Han kom i nära kontakt med ainufolkets kultur genom sin farmor eller mormor Tekatte, som satte honom in i ainus berättartradition.
Han fick ingen längre formell utbildning, men studerade på egen hand ainu-folklore och ainus konst, ainuspråket och folkets historia. Hans aktivism ledde till grundandet av museet Nibutani Ainu Bunka Shiryōkan i Nibutani 1972. Han blev en erkänd mästare i muntlig ainutradition och kännare av ainufolkets konsthantverk och ainuspråket. Hans arbete ledde till grundandet av 17 skolor med undervisning i ainu.
Shigeru Kayano var den första ainupolitiker som röstades in i Japans parlament. Han satt i underhuset under fem perioder innan han 1994 flyttade till parlamentets övre kammare för Socialdemokratiska partiet, där han satt till 1998. I parlamentet ställde han ofta frågor på ainuspråket. Hans arbete ledde till att Japan 1997 antog en lag för främjande av ainus kultur.
Han är också känd för att ha lett proteströrelsen mot Nibutanidammen i floden Saru, som invigdes 1997. Även om protesterna inte ledde till att dammbygget stoppades, blev det juridiska resultatet en dom i Sapporos distriktsdomstol, som tillerkände ainu rättigheter som inhemskt folk på Hokkaido för första gången. 
Shigeru Kayano lyckades också i sin kamp för upphörande av "Lagen för skydd av ainu på Hokkaido" och instiftande av "Lagen om främjande av ainukultur och spridning av kunskap om ainutraditioner" 1997..